# Drudkh
Drudkh je ukrajinská folk/black metalová kapela založená v roce 2002 ve městě Charkov. Drudkh znamená dřevo. Mezi zakládající členy patřili Roman Saenko, velmi činný muzikant aktivní i v kapelách Hate Forest, Astrofaes, Blood of Kingu; Thurios, rovněž činný v Astrofaes a se Saenkem dříve v Hate Forest; a Jurij Synyckyj (člen kapel Lucifugum a Definition Sane). Tvorba kapely čerpá ze slovanské mytologie, ukrajinské historie a folklóru. Hodně textů vychází z básní ukrajinských básníků 19. a 20. století (např. Taras Ševčenko).
První studiové album s názvem Forgotten Legends (česky Zapomenuté legendy) vyšlo v roce 2003. Drudkh byli jedním z hudebních vzorů pro britskou black metalovou kapelu Winterfylleth, se kterou zrealizovali v roce 2014 společnou split nahrávku Thousands of Moons Ago / The Gates.
Roman Saenko je majitelem vydavatelství Night Birds Records, Thurios vlastní Stuza Production.

## Logo
Logo kapely je vyvedeno v gotickém písmu, charakteristickém pro black metalové kapely.

## Diskografie

### Studiová alba
- Forgotten Legends (2003)
- Autumn Aurora (2004)
- The Swan Road (originální název Лебединий Шлях, 2005)
- Blood in Our Wells (originální název Кров у Наших Криницях, 2006)
- Songs of Grief and Solitude (originální název Пісні Скорботи і Самітності, 2006)
- Estrangement (originální název Відчуженість, 2007)
- Microcosmos (2009)
- Handful of Stars (originální název Пригорща Зірок, 2010)
- Eternal Turn of the Wheel (originální název Вічний оберт колеса, 2012)
- A Furrow Cut Short (originální název Борозна обірвалася, 2015)
- They Often See Dreams About the Spring (originální název Їм часто сниться капіж, 2018)

### EP
- Anti-Urban (2007)
- Slavonic Chronicles (2010)

### Kompilace
- Eastern Frontier in Flames (2014) - obsahuje coververze od slovanských kapel Master's Hammer (ČR), Unclean (ČR), Hefeystos (Polsko), Sacrilegium (Polsko)

### Split nahrávky
- Thousands of Moons Ago / The Gates (2014; společně s Winterfylleth)[2]